# Semih Şentürk
Semih Şentürk (Esmirna, 29 d'abril de 1983) és un ex futbolista professional turc que ha jugat com a davanter al Fenerbahçe SK i a la selecció turca.

## Biografia
Semih va començar a jugar a les categories inferiors del Fenerbahçe SK d'Istanbul on aviat va començar a despuntar, pujant al primer equip als setze anys.
A la temporada 2001-02 va jugar cedit al İzmirspor d'Esmirna, la seva localitat natal, que aleshores jugava a la segona divisió turca. Al Fenerbahçe SK ha aconseguit ser segon capità, guanyant quatre lligues i una supercopa, aconseguint ser titular a la davantera de l'equip groc-i-negre.
Durant la temporada 2007-08 va aconseguir ser el màxim golejador de la lliga, amb disset gols.

## Palmarès

### Campionats nacionals
| Títol                 | Club          | País    | Any  |
| --------------------- | ------------- | ------- | ---- |
| Lliga turca de futbol | Fenerbahçe SK | Turquia | 2001 |
| Lliga turca de futbol | Fenerbahçe SK | Turquia | 2004 |
| Lliga turca de futbol | Fenerbahçe SK | Turquia | 2005 |
| Lliga turca de futbol | Fenerbahçe SK | Turquia | 2006 |
| Supercopa turca       | Fenerbahçe SK | Turquia | 2007 |
| Supercopa turca       | Fenerbahçe SK | Turquia | 2009 |

### Distincions individuals
| Distinció                                      | Any     |
| ---------------------------------------------- | ------- |
| Màxim golejador de la Superlliga turca 2007-08 | 2007-08 |